# Чернецкий, Иван Андреевич
Иван Андреевич Чернецкий (род. 28 апреля 1929) — знатный сталевар, доменщик Днепровского металлургического завода им. Ф. Э. Дзержинского. Герой Социалистического Труда (1966). Почëтный гражданин города Днепродзержинска (2006).

## Биография
В 1943 году поступил на учëбу в ремесленное училище. Еще, будучи учащимся группы сталеваров, работал вторым подручным на мартеновской печи.
Продолжил учëбу в Енакиевском техникуме трудовых резервов. В октябре 1944 года поступил на цементный завод. Одновременно учился в вечерней школе. С 1949 по 1953 год служил в рядах Советской Армии.
После демобилизации в 1954-м году поступил в доменный цех Дзержинки, где прошëл путь от водопроводчика доменной печи до сменного производственного мастера.
В 1960 году без отрыва от производства окончил Днепродзержинский индустриальный институт.
В 1962 избран депутатом Верховного Совета СССР 6 созыва.
В 1966 году трудовые успехи И. А. Чернецкого отмечены высшей наградой Родины — орденом Ленина и Золотой звездой Героя Социалистического Труда.
С 1976 по 1981 года возглавлял цеховую партийную организацию доменного цеха, работал помощником начальника цеха, был заместителем директора спорткомплекса «Дзержинка», преподавал на кафедре «Охрана труда» Днепродзержинского индустриального института.
В 2002 году ушел на заслуженный отдых.